# Vision (Messe)

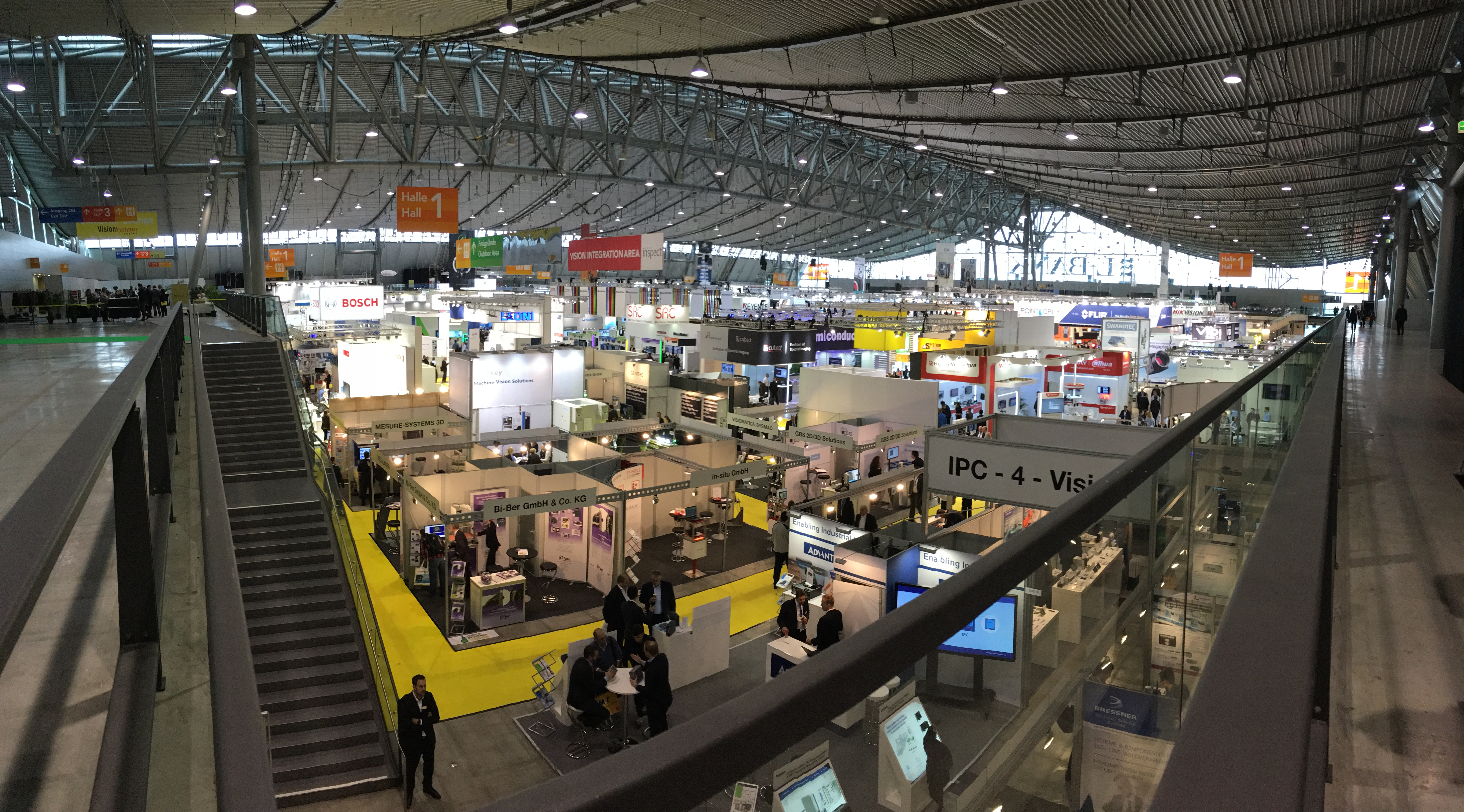
Vision 2016

Vision 2018

Bei der Vision handelt es sich um eine internationale Fachmesse zur Bildverarbeitung der Messe Stuttgart. Mit knapp 10.000 Fachbesuchern und über 400 Ausstellern auf einer Fläche von ca. 21.000 m² ist sie die weltweit größte Messe ihrer Art und damit Weltleitmesse. Ursprünglich jährlich, findet sie seit 2014 im zweijährigen Turnus statt. Der Veranstalter ist die Landesmesse Stuttgart GmbH.
Die Vision 2014 umfasste erstmals die Themenschwerpunkte Traffic Vision und Vision 4 Automation. Außerdem organisierte der Verband Deutscher Maschinen- und Anlagenbau (VDMA) das Vortragsforum Industrial Vision Days. Es besuchten über 8600 Besucher die Messe.
Bei der Vision 2016 waren die Trendthemen Embedded Vision, Hyperspectral Imaging und 3D-Bildverarbeitung. Es besuchten knapp 10.000 Personen die Messe. 57 % der Aussteller kamen aus dem Ausland.
Auf der Vision 2018 waren die Trendthemen Deep Learning und Hyperspectral Imaging. Über 11.000 Personen besuchten die Messe. 47 % der Besucher kamen aus dem Ausland.
Die ursprünglich im November 2020 geplante Messe wurde als Folge der COVID-19-Pandemie abgesagt.
Im Oktober 2021 fand die Messe gemäß der 3G-Regel statt. Aufgrund der Maßnahmen war die Besucherzahl mit 5.400 und die Ausstellerzahl mit 300 weniger als die vergangenen Messen.
Aussteller sind vorwiegend Hersteller von Kameras, Optiken und Software zur Bildverarbeitung, sowie Forschungsinstitute.